# Наум-Болото
Наум-Болото — нежилая деревня в Шенкурском районе Архангельской области. Входит в состав муниципального образования «Шеговарское». Имеет неофициальное местное название Глухая Коскара.

## География
Деревня расположена в южной части Архангельской области, в таёжной зоне, в пределах северной части Русской равнины, в 55 километрах на север от города Шенкурска, на правом берегу реки Коскара, притока Ваги.
Часовой пояс
Наум-Болото, как и вся Архангельская область, находится в часовой зоне МСК (московское время). Смещение применяемого времени относительно UTC составляет +3:00.

## Население
| 2002 | 2010 | 2012 |
| ---- | ---- | ---- |
| 0    | →0   | →0   |

## История
Указана в «Списке населённых мест по сведениям 1859 года» в составе 2-го стана Шенкурского уезда Архангельской губернии под номером «2348» как «Наумъ-Болото». Насчитывала 26 дворов, 91 жителя мужского пола и 108 женского.
В «Списке населенных мест Архангельской губернии к 1905 году» деревня Наумъ-Болото (Коскара) насчитывает 51 двор, 198 мужчин и 192 женщины. В административном отношении деревня входила в состав Химановского сельского общества Предтеченской волости.
В мае 1917 года была образована Новоникольская волость, административным центром и единственным населённым пунктом которого было село Наум-Болото. На 1 мая 1922 года в поселении 78 дворов, 153 мужчины и 225 женщин.

## Достопримечательности
Церковь Николая Чудотворца  Объект культурного наследия № 2900575000  — кирпичная церковь, построенная между 1875 и 1883 годами. В советское время использовалась как склад зерна. В настоящее время храм восстанавливается силами местных жителей.

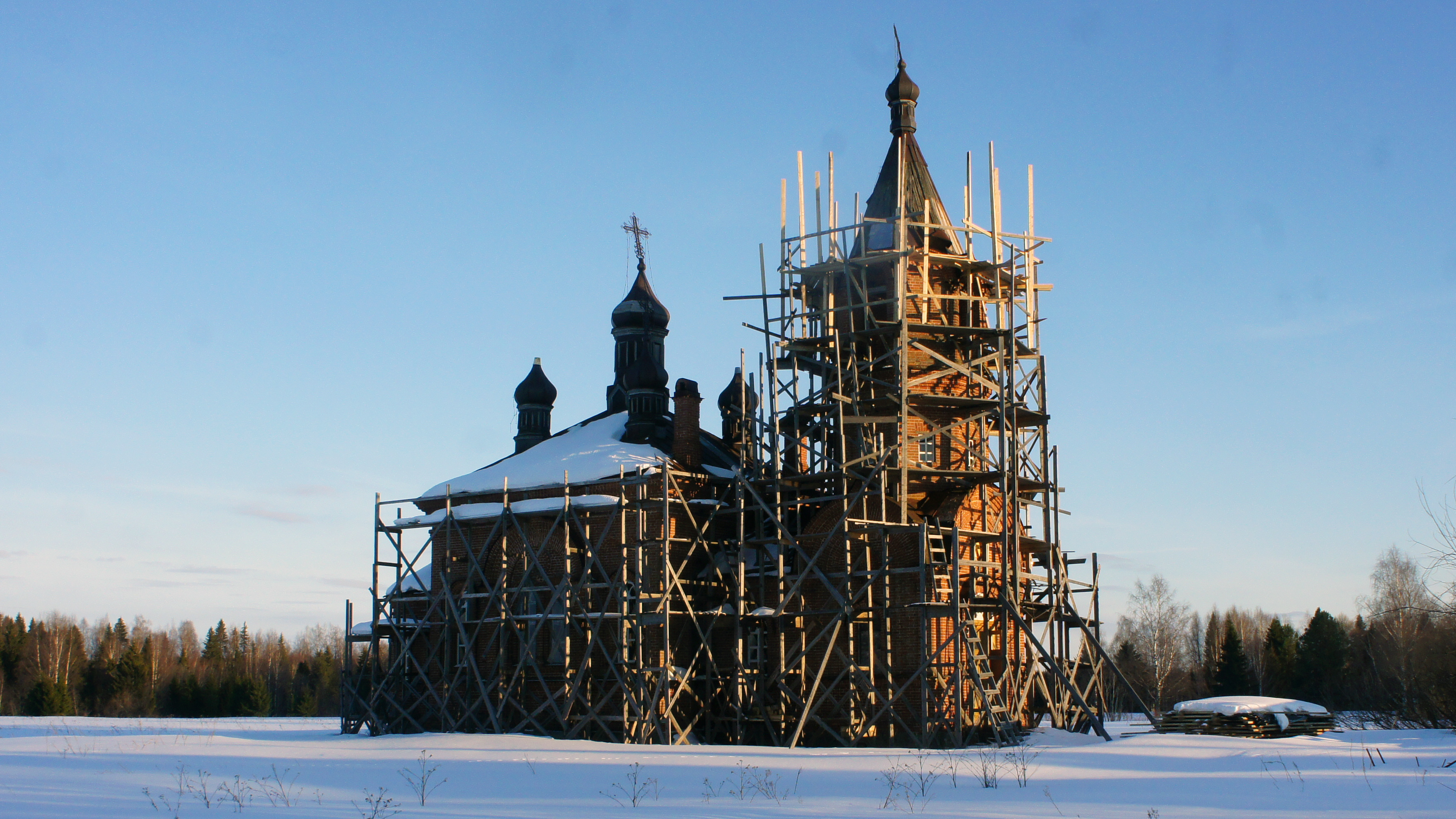
Фото Никольской церкви в 2022 году
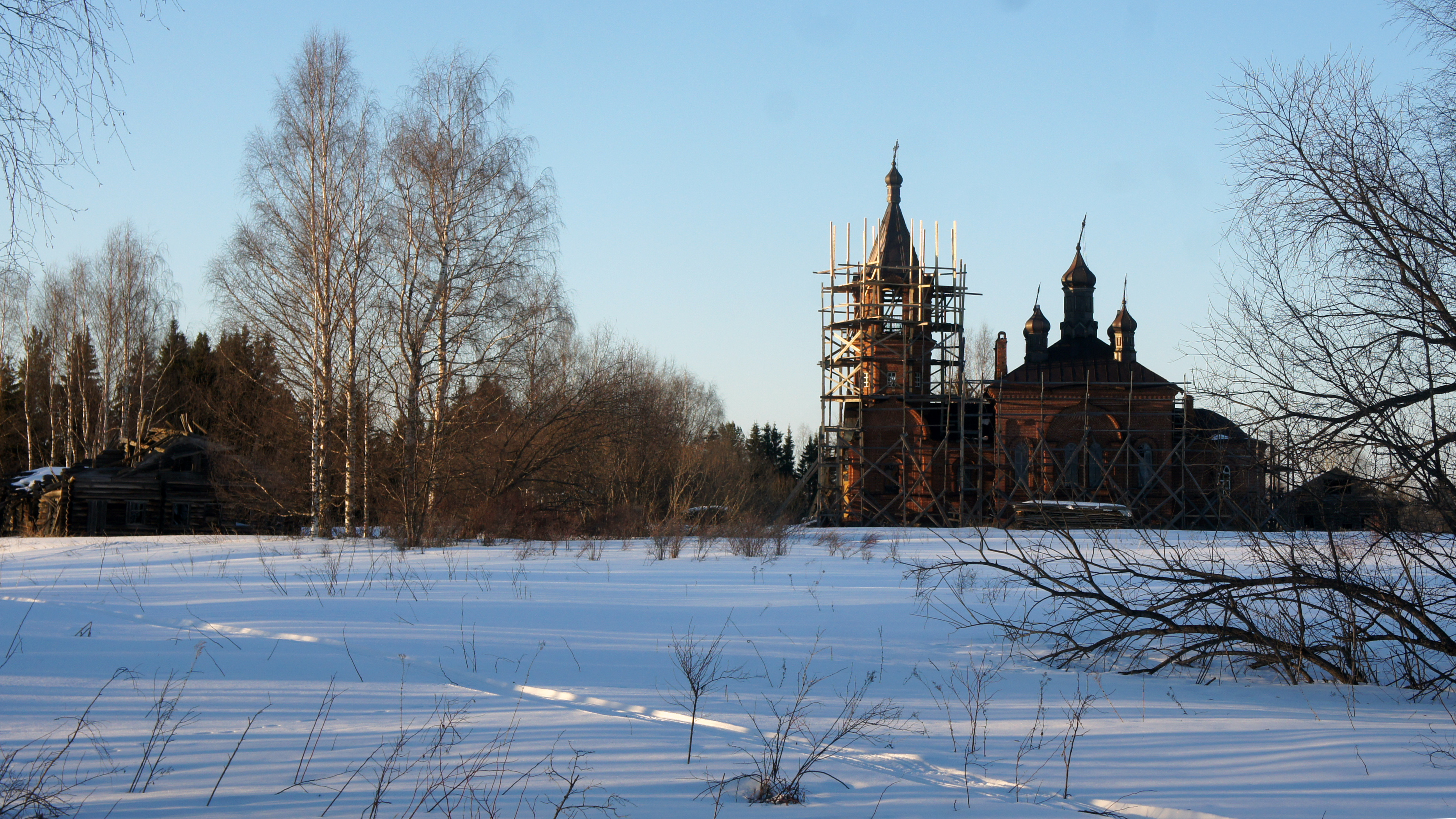
Фото Никольской церкви в 2022 году
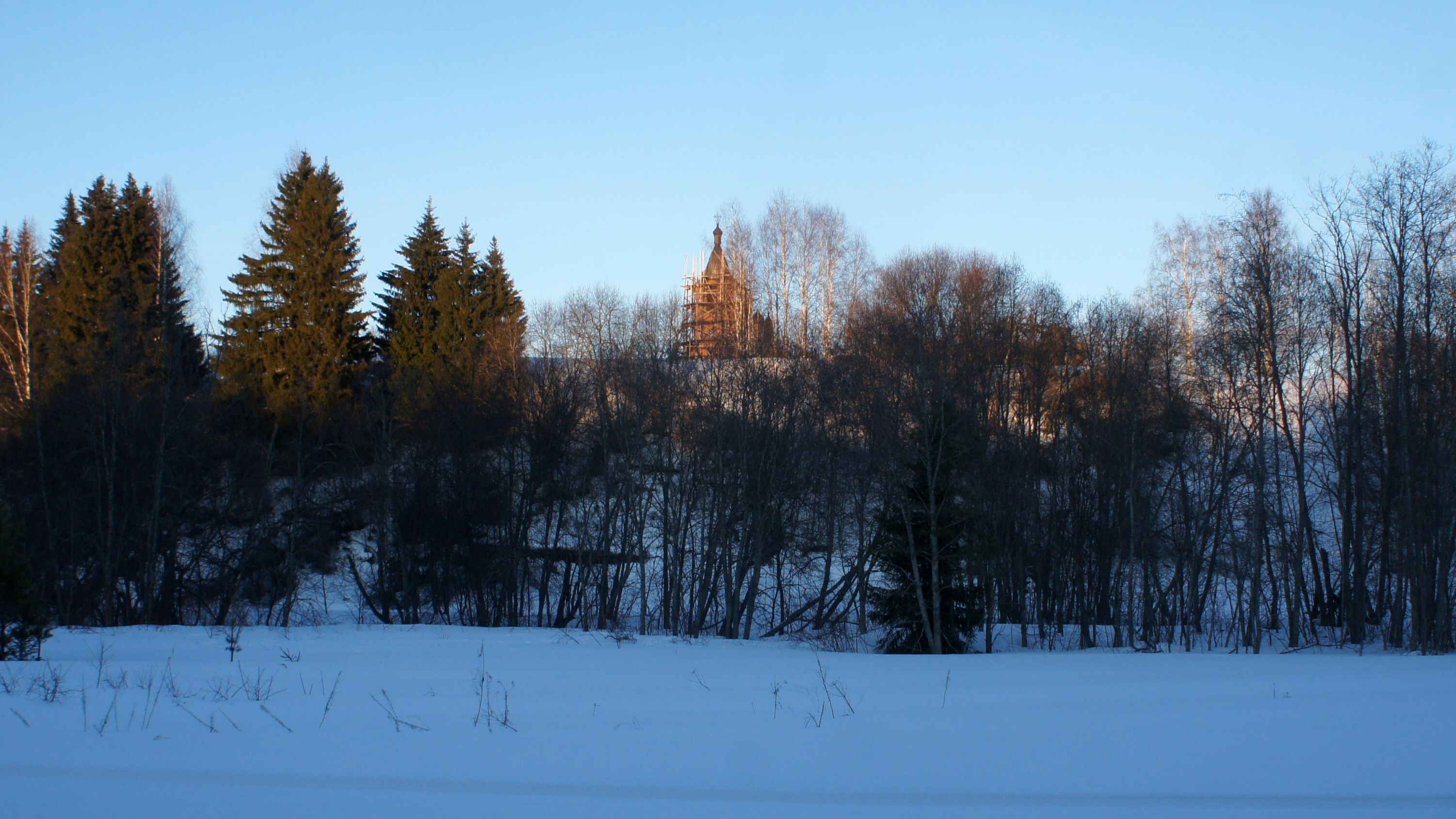
Вид церкви с левого берега Коскары